# Fairey Fantôme
Il Fairey Fantôme era un caccia monomotore biplano prodotto dall'azienda britannica Fairey Aviation Company Limited nella seconda metà degli anni trenta del XX secolo rimasto allo stadio di prototipo.

## Storia del progetto
Il caccia Fantôme fu progettato nel 1934 dall'ingegnere Marcel Lobelle, capo progettista della ditta, per soddisfare una specifica emessa dell'Aviation militaire/Militair Vliegwezen belga, in cerca di un sostituto del Fairey Firefly II. Il prototipo (matricola F.2118, G-ADIF) fu costruito velocemente, e volò per la prima volta il 6 giugno 1935, ma fu perso per incidente in fase di atterraggio sull'aeroporto di Bruxelles-Evere il 17 luglio successivo, causando la morte del collaudatore S. H. G. Trower.

## Tecnica
Il Fairey Fantôme era un aereo da caccia biplano, con capacità di operare sia di giorno che di notte, dotato di radio ricetrasmittente, monomotore monoposto. La configurazione alare era biplano-sesquiplana con entrambe le ali costruite attorno a longheroni in alluminio, e collegate tra loro con quattro coppie di montanti, rinforzati da cavi d'acciaio; il piano superiore era montato alto a parasole e l'inferiore basso sulla fusoliera. L'ala superiore presentava alettoni sul solo piano alare superiore. La fusoliera era caratterizzata dalla struttura in tubi d'acciaio saldati, ricoperta in tela trattata tranne nella zona anteriore ricoperta di lamina metallica, ed integrava l'unico abitacolo aperto destinato al pilota protetto da un piccolo parabrezza. Posteriormente terminava in un impennaggio classico caratterizzato dall'elemento verticale di grandi dimensioni e dai piani orizzontali irrobustiti da quattro aste di controvento "a V", due per lato.
Il carrello d'atterraggio era di tipo classico, con due elementi monoruota, congiunti alla fusoliera da una struttura a "V", in tubi metallici. Le ruote erano dotate di freni ad aria e ammortizzatori oleopneumatici e ricoperte da carenature.
La propulsione era affidata ad un motore Hispano-Suiza 12Ycrs a 12 cilindri a V raffreddati a liquido, dalla potenza di 925 CV (690 kW) ed azionante un'elica bipala metallica. L'aereo saliva ad una quota di 4 000 m (13 120 ft) in 5'40".
L'armamento si basava su un cannone Oerlikon S9 da 20 mm installato tra i banchi dei cilindri del motore, e 4 mitragliatrici FN-Browning M1919 cal. 7,62 mm, due posizionate nell'ala superiore con 500 cpa e due nelle semiali inferiori con 300 cpa. Il carico di caduta comprendeva 4 bombe da 10 kg.

## Impiego operativo
In vista del probabile ordine da parte dell'aeronautica belga la ditta Fairey aveva prodotto ad Hayes parti e componenti per costruire altri tre velivoli che furono spediti alla Avions Fairey di Gosselies (Belgio) nel corso del 1936, e completati sotto la denominazione di Fairey Féroce. Portati in volo dal collaudatore Chris S. Staniland, i due aerei (matricole F.2264-5) furono venduti al governo sovietico già nel dicembre 1935, e furono consegnati smontati ed imballati, via mare da Anversa nel novembre 1936. Utilizzati dalla V-VS per test e valutazioni operative, anche con l'impiego di sci al posto delle ruote, non risultarono superiori ai tipi già in servizio e furono radiati nel giugno 1937. Non è noto il loro destino finale.
Il quarto aereo (matricola L7045, F.3451) fu acquistato l'11 maggio 1937 dall'Air Ministry, e volò per la prima volta a Gosselies il 4 novembre 1937 nelle mani del collaudatore F.H. Dixon. Il velivolo fu trasportato da Evere a Heston, Gran Bretagna, il 10 novembre, e quindi portato sull'aerodromo di Great West. Il 23 dicembre 1937 fu effettuato il primo volo di collaudo, cui ne seguì un altro il 5 gennaio 1938, e poi l'aereo venne trasferito a Gosselies dove venne completato come Fairey Féroce; il Fantôme era volato a Farnborough il 17 gennaio assegnato A & AEE per la valutazione operativa che continuò fino al giugno 1939 quando l'aereo venne accantonato.

## Utilizzatori
Belgio
- Aviation militaire/Militair Vliegwezen

 Regno Unito
- Royal Air Force

 Unione Sovietica
- Voenno-vozdušnye sily

### Annotazioni
1. ↑  Il prototipo fu presentato ad un concorso aeronautico, e il pilota, mentre effettuava una picchiata ad alta velocità e a bassa quota, non riuscì a richiamare l'aereo che si schiantò al suolo.
2. ↑  Secondo alcune fonti i numeri di costruzione della filiale belga erano AF 8001 e AF 8002.
3. ↑  In questa località si svolsero le pratiche per lo sdoganamento.

### Fonti
1. 1 2 3 4 5  King 1955, p. 131.
2. ↑  Green, Swanborough 1994, p. 44.
3. 1 2 3 4  Flight n.1833, 27 June 1935, p. 698.
4. 1 2  Taylor 1988, pp. 260-263.
5. 1 2 3 4 5 6 7  King 1955, p. 130.
6. 1 2 3 4  Уголок неба.

### Periodici
- (EN) Trade Follows the Flag, in Flight, XXVII, n. 1833, London, 27 juin 1935,  pp. 698-701.
- (EN) H. F. King, Family of Fairey. A Forty-year Retrospect, in Flight Aicraft Engineer, LXVIII, n. 2426, London, 22 july 1955,  pp. 119-136.